# Trachischium
Trachischium es un género de serpientes de la subfamilia Natricinae. Sus especies se distribuyen por Asia (sudoeste de China y el este del subcontinente indio).

## Especies
Se reconocen las siguientes:
- Trachischium fuscum (Blyth, 1854)
- Trachischium guentheri Boulenger, 1890
- Trachischium laeve Peracca, 1904
- Trachischium monticola (Cantor, 1839)
- Trachischium tenuiceps (Blyth, 1854)